# Калиновиця
Кали́новиця — село в Україні, Чернігівській області, Прилуцькому районі. Входить до складу Варвинської селищної громади.

## Історія
Селище входило до Варвинської сотні Прилуцького полку, а з 1781 року Прилуцького повіту Чернігівського намісництва.
Селище було приписане до церкви у Варві.
Є на мапі 1816 року як Калинівка.
У 1862 році у селищі володарському Калиновиця був завод та 68 дворів де жило 452 осіб (212 чоловічої та 240 жіночої статі).
На мапі 1869 року - Калинівці на 82 двори[джерело?].
У 1912 році у селищі Калиновиця була земська школа, и у селищі жило 940 осіб (468 чоловічої та 472 жіночої статі).

## Населення
Згідно з переписом УРСР 1989 року чисельність наявного населення села становила 386 осіб, з яких 154 чоловіки та 232 жінки.
За переписом населення України 2001 року в селі мешкали 344 особи.

### Мова
Розподіл населення за рідною мовою за даними перепису 2001 року:
| Мова       | Відсоток |
| ---------- | -------- |
| українська | 94,81 %  |
| російська  | 4,03 %   |
| вірменська | 0,86 %   |
| молдовська | 0,29 %   |

## Відомі особистості
- Воєвода Олексій Іванович (1980)— бобслеїст.